# Holiday in Handcuffs
Holiday in Handcuffs är en amerikansk långfilm från 2007 i regi av Ron Underwood, med Melissa Joan Hart, Mario Lopez, Timothy Bottoms och Markie Post i rollerna. Filmen sändes första gången på ABC Family den 9 december 2007 som en del av firandet inför jul.

## Rollista
| Melissa Joan Hart  | – Gertrude 'Trudie' Chandler |
| Mario Lopez        | – David Martin               |
| Timothy Bottoms    | – Dad Chandler               |
| Markie Post        | – Mom Chandler               |
| June Lockhart      | – Grandma                    |
| Kyle Howard        | – Jake Chandler              |
| Vanessa Lee Evigan | – Katie Chandler             |
| Gabrielle Miller   | – Jessica                    |
| Layla Alizada      | – Lucy                       |
| Cedric De Souza    | – Taj                        |
| Marion Eisman      | – Mrs. Barber                |
| Karen Hines        | – Maria                      |